# 朝倉山椒
朝倉山椒（あさくらさんしょ）は、兵庫県養父市特産の山椒。毎年6月から7月にかけてと9月の、年2回の収穫時期がある。但馬地方の地域ブランドとしての名称は朝倉さんしょ。

## 特徴
論文と現地調査から朝倉山椒の原産地は今瀧寺、発祥の地が養父市八鹿町朝倉とされている。
柑橘系の爽やかな香りと、さっぱりと柔らかな辛みが特徴的な山椒で、枝に棘がなく、実が多くつく。全国で栽培されている山椒の多くは、この朝倉山椒の中からとくに大きな実のなる苗木を交配し、品種改良したものとなっている。

## 歴史
現在の養父市八鹿町朝倉が発祥地とされる。
文献にみえる最古の記録は、慶長16年（1611年）9月26日、生野奉行の間宮新左衛門が駿府城にいた徳川家康に献上したことを伝える記録で、朝倉の集落で多く栽培されていたことから「朝倉山椒」と記録したものとみられる。また、寛永年間のある年、11月2日に、出石出身の名僧と知られる沢庵和尚が、松平阿波守に朝倉山椒を一折を贈った記録が残る。
先立つこと天正14年（1586年）には、豊臣秀吉が焦がした山椒を白湯に入れて飲み、風流だと喜んだとも伝えられ、山椒は高貴な身分の者への献上品として好まれたとみられる。江戸時代には出石藩、篠山藩などから、枝付きの房のままの成熟した山椒を袋や箱に入れて幕府へ献上された。
江戸時代になると、俳諧、狂歌で朝倉山椒が題材となっている。1675年(延宝6年)には狂歌で半井朴養が「朝倉や　木の丸粒の　青山椒」と記述がある。
2010年(平成22年)には才木明を中心として、朝倉山椒生産組合を再編し、計9農家で約70アール、年間計2000本の苗木販売が出来る体制を整えた。同時に、養父市が補助金制度や特産品開発事業に取り組んだことで生産量だけでなく、加工品開発が一挙に広がった。地元企業や生産出荷組合によって「朝倉山椒のタプナード」（経済産業省「The Wonder 500」選）や、「山椒ジェノベーゼ」、「山椒味噌」、味付け海苔「朝倉さんしょ海苔」（2021年「5つ星ひょうご」認定）、朝倉山椒を白あんに練り込んだ「朝倉さんしょ大福 さんしょのきモチ」など、朝倉山椒を活用した商品開発を行われている。朝倉山椒は海外展開もしており、2015年(平成27年)夏、ミラノ国際博覧会のイベントに出品したり、2020年(令和2年)8月26日、朝倉山椒味シロップが全日空の欧米路線ファーストクラスの機内食に採用されたりしている。
苗木の生産が需要に追い付いていない状況で朝倉山椒の増産が難しい状態が続いており、その大きな理由が定植地不足とされた。現在30アールの土地を10アールほど拡大を目指し、朝倉山椒ファンクラブが耕作放棄地を整備し、10アールほどの用地を確保する為、クラウドファンディングを実施。20万円の資金を集めた。